# Gipsmodell (Zahntechnik)

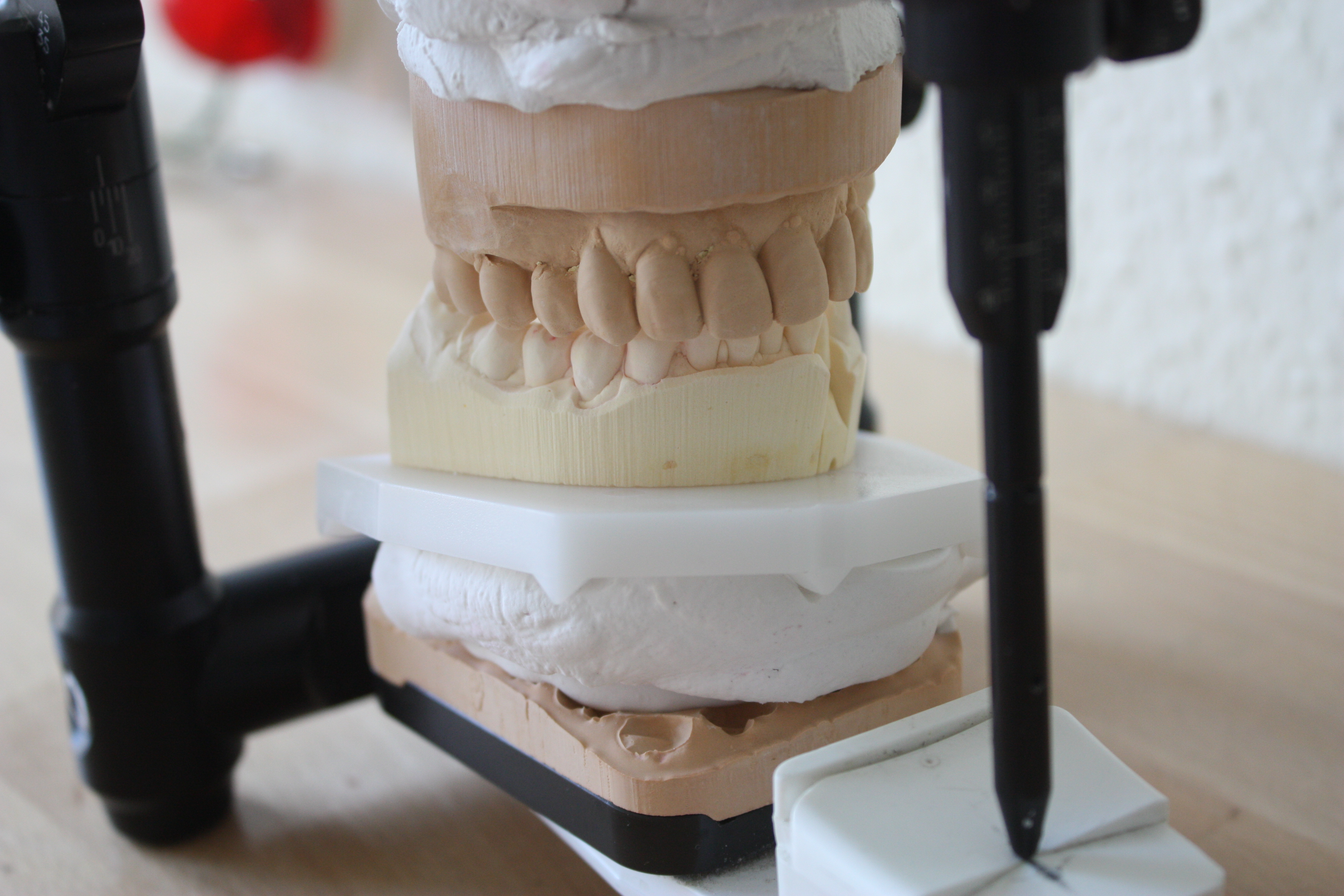
Gipsmodelle beider Kiefer im Artex-Artikulator

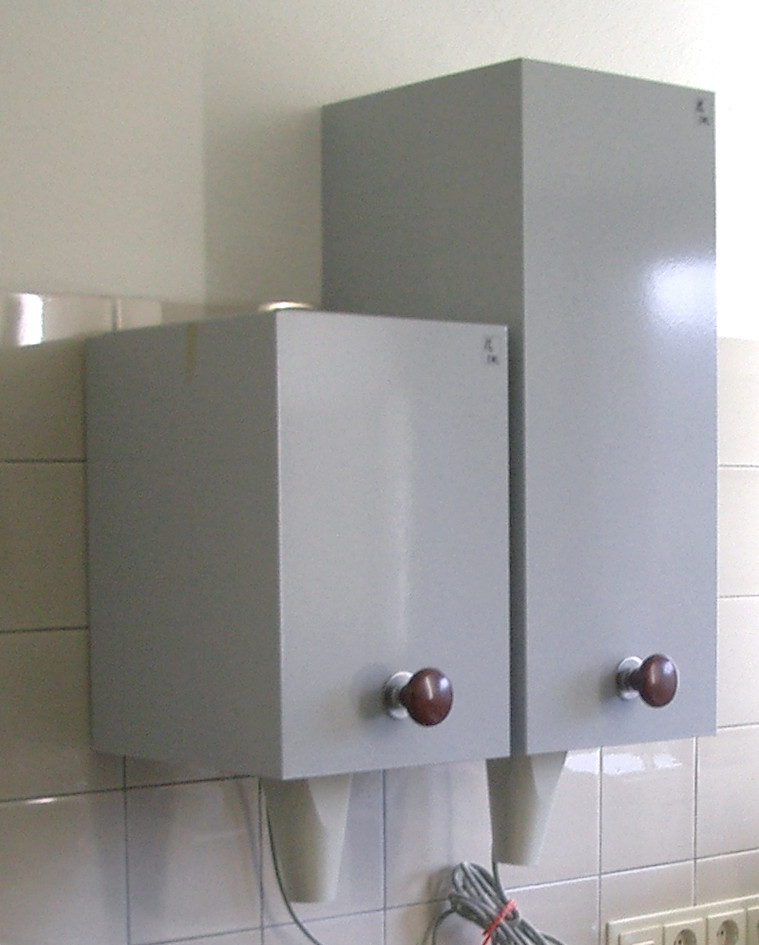
Gipssilos im zahntechnischen Labor für Hartgips und Superhartgips

In der Zahnheilkunde werden zum einen Gipsmodelle des Gebisses angefertigt, um damit die Ausgangssituation vor einer Behandlung festzuhalten, die Situationsmodelle genannt werden. Zum anderen werden auf Gipsmodellen Zahnersatz, Aufbissschienen, kieferorthopädische Apparaturen oder Mundschutze angefertigt. Vor der Anfertigung des Gipsmodells wird eine Abformung des Gebisses oder der Kiefer mit Hilfe eines konfektionierten oder individuell angefertigten Abdrucklöffels genommen. Von der Präzision der Abformung und des Modells hängt die Präzision des herzustellenden zahntechnischen Werkstücks ab.

## Modellarten
Situationsmodelle werden zur diagnostischen Auswertung (beispielsweise bei einem Kiefergelenksyndrom) und zur Dokumentation und Analyse  der Mundsituation verwendet. Auf Arbeitsmodellen werden zahntechnische Werkstücke hergestellt. Auf dem sogenannten Meistermodell erfolgt anschließend der letzte Feinschliff und die Anlieferung an den Zahnarzt.

## Chemische Zusammensetzung

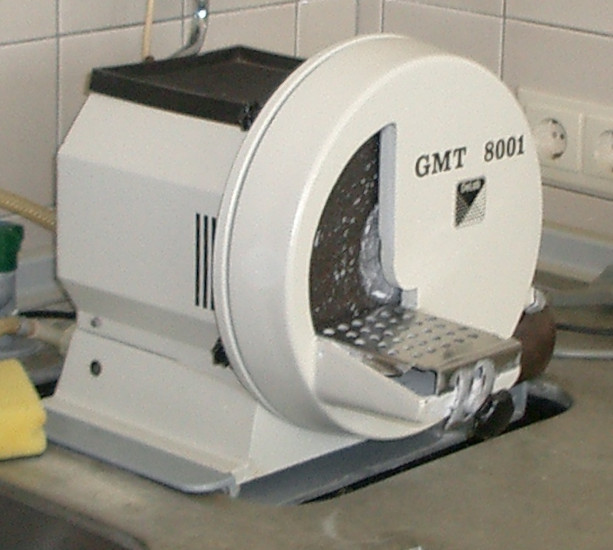
Gipstrimmer

Gips ist ein zweifach hydratisiertes Calciumsulfat in kristallinischer Form (CaSO4·2H2O). Durch Entzug von Kristallwasser wird der Gips zum Dentalgips mit der chemischen Formel: CaSO4 · ½H2O (Calciumsulfathalbhydrat). Bei Dentalgipsen werden nach der ADA- und DIN EN ISO 6873-Norm folgende Typen unterschieden:
- Typ I: Abform- und Abdruckgips, β-Halbhydrat, 0,15 % Abbindeexpansion und 4 N/mm² Druckfestigkeit
- Typ II: Alabastergips, β-Halbhydrat, 0,3 % Abbindeexpansion und 9 N/mm² Druckfestigkeit
- Typ III: Hartgips, α-Halbhydrat, 0,2 % Abbindeexpansion und 20 N/mm² Druckfestigkeit
- Typ IV: Superhartgips, α-Halbhydrat, 0,15 % Abbindeexpansion, 35 N/mm² Druckfestigkeit
- Typ V: Superhartgips, α-Halbhydrat, 0,3 % Abbindeexpansion, 35 N/mm² Druckfestigkeit

Für Situationsmodelle verwendet man Hartgips oder Superhartgips. Besonders fließfähige Gipse sind „kunststoffvergütet“. Dabei handelt es sich um die stärkere Beimischung von Fließverbesserern auf Basis wasserlöslicher Kunstharze. Hierunter fallen alle Superhartgipse des Typs IV und V, die ein Mischungsverhältnis 18 – 22 ml Wasser zu 100 g Pulver aufweisen. Ein kunststoffvergüteter, thixotroper Dentalgips hat optimale Fließeigenschaften und ist trotzdem sofort aufbauend zu verarbeiten.

## Herstellung

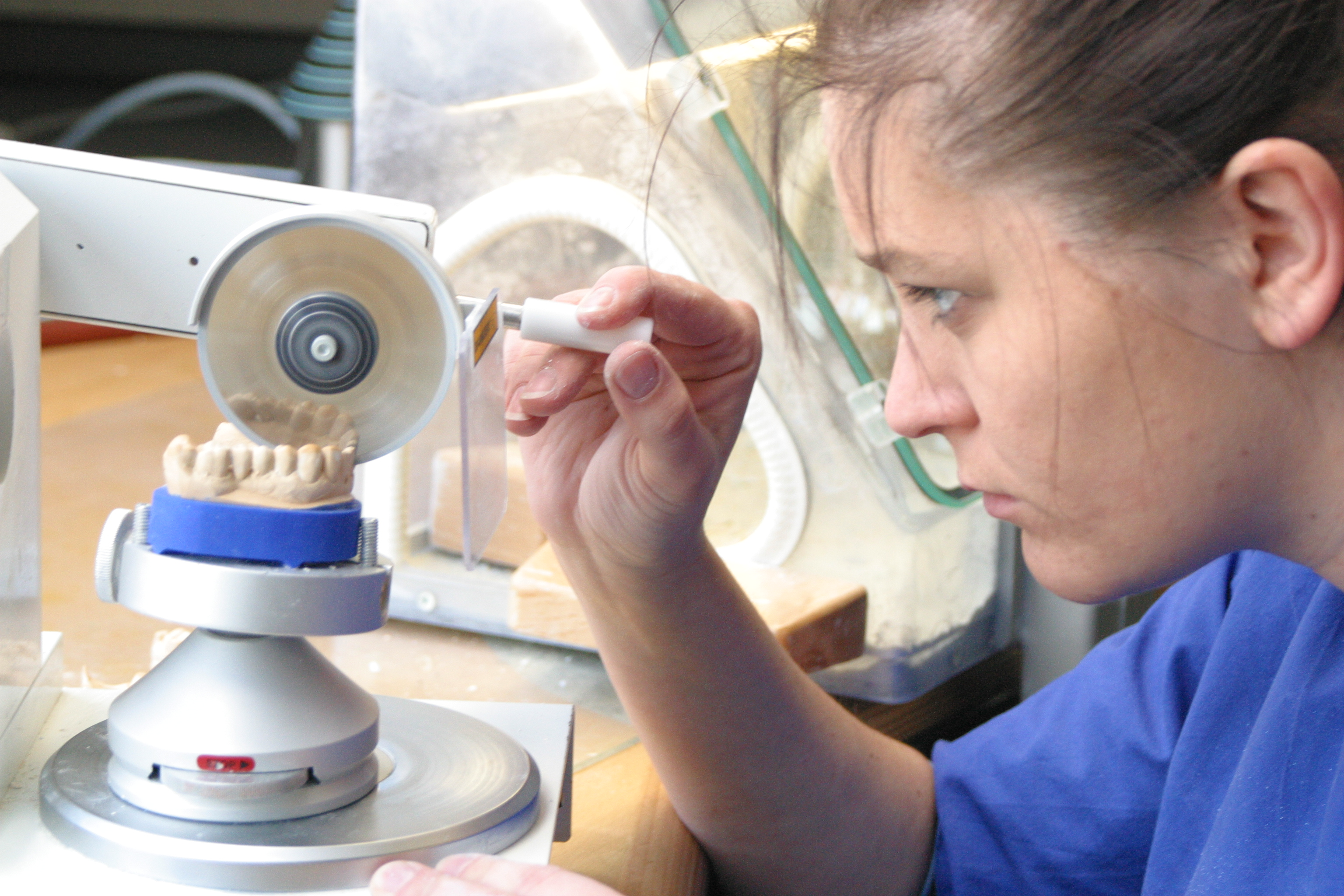
Herstellung eines Sägeschnitt-modells mittels Gipstrennscheibe

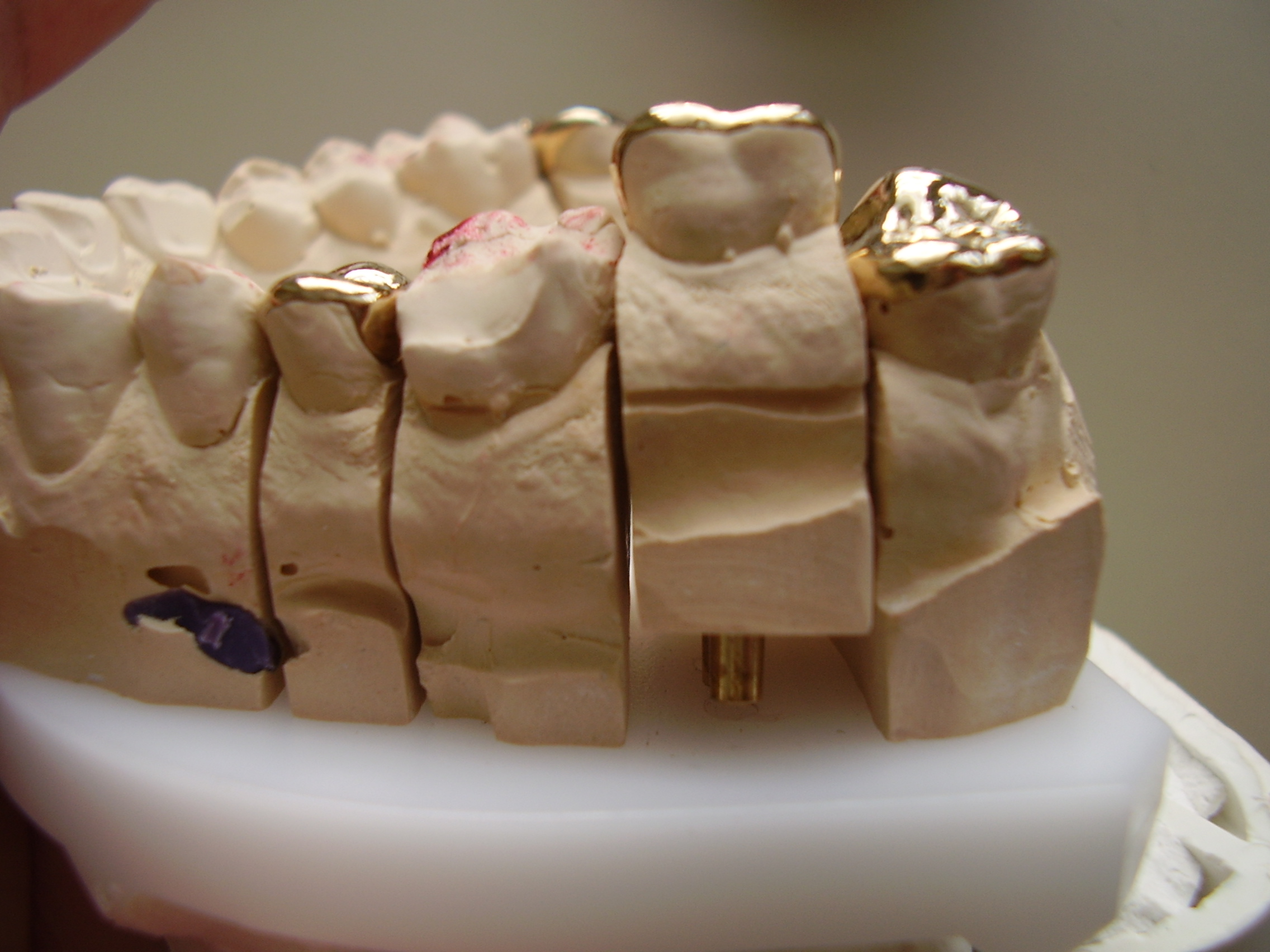
Inlayanfertigung an Einzelzähnen des gesägten Splitcast-Modells; Dowel-Pin sichtbar

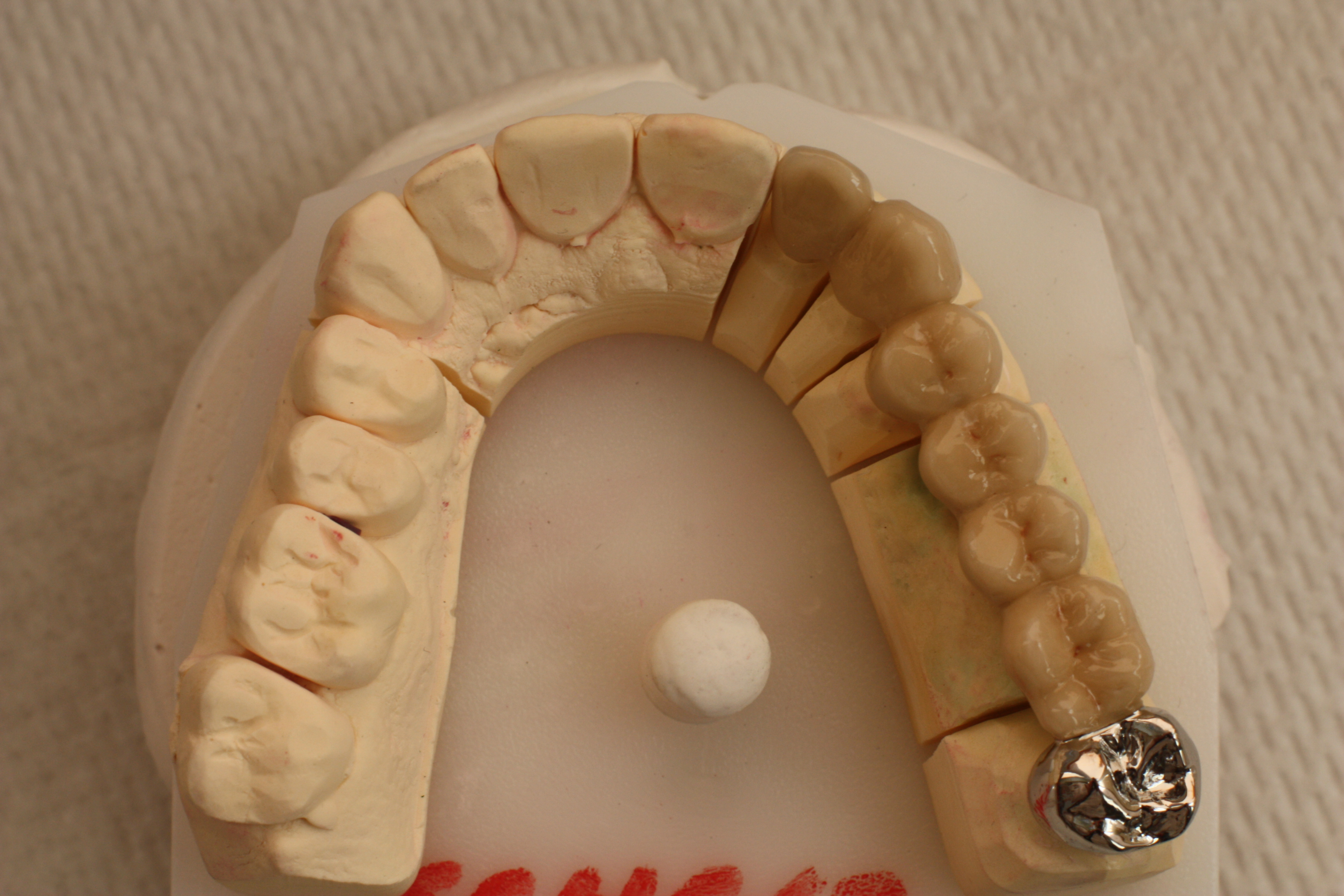
Metallkeramikbrücke auf einem Splitcast-Gipsmodell

### Anmischen
Das Anmischen des Gipses erfolgt entweder von Hand in einem glattwandigen Gumminapf mit einem Spatel oder in einem mechanischen Gipsmischgerät unter Vakuum. Die vom Hersteller angegebene Dosierung für das Gipspulver/Wasser-Verhältnis muss dabei eingehalten werden. Der Gipsbrei soll frei von Luftblasen sein und eine cremige Konsistenz aufweisen.

### Auffüllen
Beim Füllen der Abformung wird der Gipsbrei in kleinen Portion aufgebracht. Unter den Vibrationen des Rüttlers, der ein luftblasenfreies Einfüllen sicherstellen soll, lässt man den Gipsbrei langsam in die tiefsten Stellen des Zahnkranzes hineinfließen, bevor die gesamte Abformung aufgefüllt wird.

### Sockelherstellung
Das Ausgießen der Abformung und die Sockelherstellung kann ein- oder zweiphasig erfolgen. Die mit Gips aufgefüllte Abformung wird unter leichten Rüttelbewegungen in die frisch angerührte Sockel-Gipsmasse hineingedrückt. Hierzu kann ein Sockelformer verwendet werden.

### Trimmen
Nach Aushärtung des Gipses wird das Modell an einem Trimmer (elektrisch betriebene Schleifscheibe mit Wasserkühlung) in seine endgültige Form gebracht. Soll das Modell fest in einem Artikulator montiert werden, wird die Unterfläche zuvor aufgeraut. Damit erzielt man einen besseren Verbund mit dem Befestigungsgips. Ist ein Split mounting der Modelle geplant (Herstellung sogenannter Splitcast-Modelle, die sich leicht aus dem Artikulation entnehmen und reponieren lassen) muss die glatte Modellunterfläche mit Kerben versehen werden, um eine eindeutige Reposition des Modells in den Artikulator zu gewährleisten. Alternativ können hierfür sogenannte Pins oder Magneten verwendet werden.

### Splitcast-Modell
Zur Herstellung von Kronen und Brücken wird ein Splitcast-Modell hergestellt, das aus dem Artikulation leicht entnommen werden kann. Zusätzlich werden die einzelnen Gipszähne aus dem Modell herausgesägt, um die herzustellenden zahntechnischen Werkstücke an jedem Zahn einzeln präzise modellieren zu können. Dadurch entsteht ein Sägeschnittmodell. Dieses kann entweder mittels einer kleinen Handsäge oder einer elektrisch angetriebenen, dünnen Gipstrennscheibe hergestellt werden. Die einzelnen Gipszähne können beispielsweise durch paarweise angebrachte Dowel-Pins, konisch zulaufende Stifte, die eine Verdrehung verhindern, wieder exakt in ihre Ursprungsstellung im Modell eingesetzt werden.